# الريح (فلم 1982)
الريح (بالإنجليزية: The Wind) هُو فيلم دراما مالي صدر سنة 1982 وأخرجه سليمان سيسيه. عُرض الفيلم ضمن فئة جائزة نظرة ما في مهرجان كان السينمائي عام 1982.

## طاقم التمثيل
- فوسييني سيسوكو في دور باه.
- غوندو غيسي في دور باترو.
- بالا موسى كيتا في دور الحاكم سانغاري.
- إسماعيلا سار في دور جد باه.
- أومو ديارا في دور الزوجة الثالثة.
- إسماعيلا سيسي في دور سيدو.
- ماسيتان بالو في دور والدة باه.
- ديونكوندا كوني في دور جدة باه.
- يعقوبا سمبالي في دور مُفوض الشرطة.
- دونامبا داني كوليبالي في دور المرأة بول.
- أومو كوني.

## روابط خارجية
مقالات تستعمل روابط فنية بلا صلة مع ويكي بيانات